# Wybory prezydenckie w Niemczech w 1969 roku
Wybory prezydenckie w Niemczech w 1969 roku odbyły się 15 maja. Zgodnie z konstytucją prezydenta wybierało Zgromadzenie Federalne złożone z deputowanych Bundestagu oraz w równej liczbie elektorów wybranych przez parlamenty lokalne (Landtagi). Z 1036 głosów Gustav Heinemann otrzymał 512 ale  bezwzględną większość wynosiła 519 głosów. Został wybrany na prezydenta w trzeciej rundzie głosowania. 

## Wyniki
| Kandydat                       | Partia | I tura        | I tura  | II tura       | II tura | III tura      | III tura |
| Kandydat                       | Partia | Liczba głosów | Procent | Liczba głosów | Procent | Liczba głosów | Procent  |
| ------------------------------ | ------ | ------------- | ------- | ------------- | ------- | ------------- | -------- |
| Gustav Heinemann               | SPD    | 514           | 49,6    | 511           | 49,3    | 512           | 49,4     |
| Gerhard Schröder (polityk CDU) | CDU    | 501           | 48,4    | 507           | 48,9    | 506           | 48,8     |

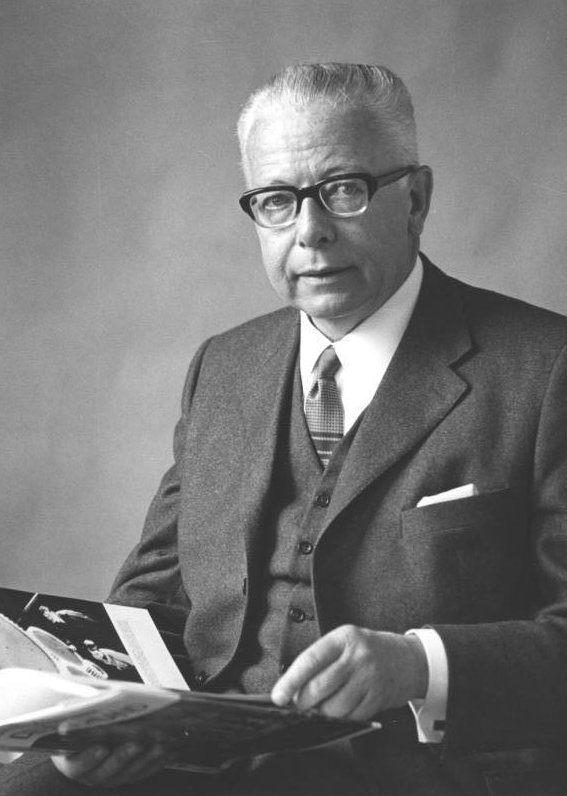
Gustav Heinemann – kandydat SPD
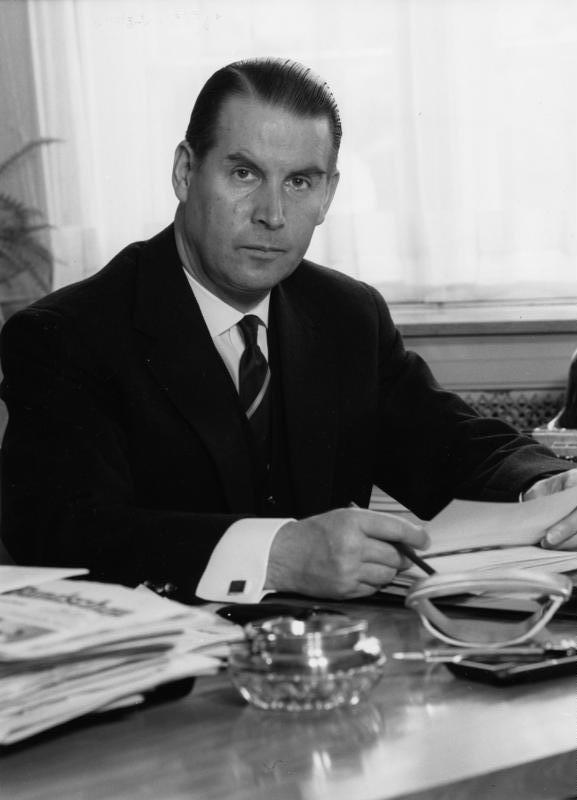
Gerhard Schröder – kandydat CDU